# Garganega
Le garganega est un cépage italien de raisins blancs.

## Origine et répartition géographique
Il provient du nord de l’Italie.
Il est classé cépage d'appoint en DOC Bianco di Custoza, Colli Berici, Colli Euganei, Gambellara et Soave. Il est classé recommandé ou autorisé dans de nombreuses provinces des régions Lombardie, Vénétie, Ombrie, Pouilles et Sardaigne. En 1998, il couvrait 13 048 ha.

## Caractères ampélographiques
- Extrémité du jeune rameau cotonneux blanc à liseré rosé.
- Jeunes feuilles duveteuses, vert blanchâtre.
- Feuilles adultes, à 5 lobes avec des sinus supérieurs étroits à fonds aigus, parfois fermés, un sinus pétiolaire en lyre fermée, des dents ogivales, moyennes, un limbe faiblement aranéeux.

## Aptitudes culturales
La maturité est de troisième époque : 30 jours après le chasselas.

## Potentiel technologique
Les grappes sont longues et les baies sont de taille moyenne. La grappe est cylindrique et étroite. Le cépage est de bonne vigueur préférant une taille longue.
Il est utilisé à la vinification et comme raisin de table frais ou même conservée au fruitier pour l'élaboration de vin santo. Les vins sont agréables avec un léger arôme d'amande et d'agrume.

## Synonymes
Le garganega est connu sous les noms de garganega bianca, garganega biforcuta, garganega frastagliata, garganega comune, garganega di gambellara, garganega veronese, garganegra, oro, ostesona.